# Miguel Ángel Rodríguez «El Sevilla»
Miguel Ángel Rodríguez Jiménez (San Juan de Aznalfarache, 10 de junio de 1970), conocido como El Sevilla, es el líder y cantante de Mojinos Escozíos. También es conocido por sus numerosas apariciones como colaborador en programas de televisión y radio como "La Jungla" y "La Semana Más Larga"

## Biografía
Nació en Sevilla el 10 de junio de 1970, ciudad en la que vivió hasta 1992, cuando se tuvo que mudar a Barcelona por motivos laborales, a la localidad de Mollet del Vallés, y allí formó su actual grupo de música, los Mojinos Escozíos y, posteriormente, en 1997, comenzó a introducirse en el mundo de la radio bajo el mandato de José Antonio Abellán.

## Libros
- Memorias de un Homo Erectus (2003).
- Diario de un ninja (2004).[2]
- El hombre que hablaba con las ranas (2010).[3]
- La ley de El Sevilla (2012).

## Blog
- "Recetas de Videoclub" (2013).

## Cine
- La gran mentira del rock'n'roll (2002).
- El Cid: la leyenda (2003).
- Isi/Disi. Amor a lo bestia (2004).
- Sinfín (2005).
- Isi/Disi. Alto voltaje (2006).
- Ekipo Ja (2007).

En cinco de las seis películas nombradas arriba (a excepción de Ekipo Ja, donde Mojinos Escozíos son unos vikingos en honor a su disco Con cuernos y a lo loco), El Sevilla ha interpretado al batería de un grupo musical.
También aparece en Mucha sangre, de Pepe de las Heras, y en La gran mentira del rocanró, de Tono Errando.
Participó en el doblaje de El Cid: La leyenda (2003) haciendo de Garcés (fiel amigo de Rodrigo) y dobló al personaje principal de la serie de dibujos animados del canal Nickelodeon Mi padre es una estrella del rock.

## Televisión y radio
El Sevilla participó en un capítulo de Plats Bruts de TV3 Tinc Enyorances. También participó en 2010 en el concurso de Telecinco ¡Más que baile! junto a más famosos para ayudar a diferentes ONG. 
Entre 2011 y 2013 copresentó el programa de Telecinco Tú sí que vales junto a Christian Gálvez y el jurado formado por Risto Mejide, Merche, José Corbacho y Eduardo Gómez. Además, en RNE, fue colaborador del programa Afectos matinales, presentado por Jordi Tuñón y Queralt Flotats. 
Actualmente[¿cuándo?] y desde hace casi 2 años, tiene un programa de radio en Radio4G con Sharay Abellán llamado Los Cuentos del Lobo.
En 2014 participa como colaborador en el programa nocturno de La Sexta llamado Buenafuente. En 2014, participa como concursante en El pueblo más divertido en La 1 y además hace de jurado en el concurso ¡Mira quién baila! de (TVE).
En 2015 participa como colaborador en El último mono de La Sexta. También colabora en La semana más larga, programa de la televisión autonómica andaluza Canal Sur Televisión, presentado por Manuel Sánchez Vázquez. En septiembre de 2015 concursa en la 4.ª edición de Tu cara me suena, programa de Antena 3. En 2017 fue invitado en la cuarta temporada de Me resbala, de la que resultó ganador.
También colabora en Aruser@s (llamado Arusitys en su primera temporada), presentado por Alfonso Arús, de La Sexta, donde con su particular estilo da su opinión sobre las noticias más relevantes.
Desde septiembre de 2020 colabora en El show de Bertín en Canal Sur y Telemadrid.